# Depositphotos
Depositphotos — це royalty free мікростокове агентство зі штаб-квартирою в Нью-Йорку, США. Компанія була заснована Дмитром Сергеєвим у листопаді 2009 року в Києві . Бібліотека Depositphotos налічує понад 170 000 000 файлів, включно з безкоштовними фотографіями, векторними зображеннями, ілюстраціями та відеокліпами, а також редакційними зображеннями.
2012 року бібліотека Depositphotos досягла позначки в 10 мільйонів файлів менш ніж за чотири роки існування компанії і вона вважалася одним зі світових фотобанків, що найшвидше зростають.

## Історія
У листопаді 2009 року підприємець Дмитро Сергєєв заснував Depositphotos в Києві. У 2011 році компанія отримала 3 мільйони доларів США перших значних венчурних інвестицій від TMT investments.
У 2013 році, в прямій конкуренції з Foap та EyeEm, Depositphotos запустила Clashot — сервіс з продажу стокових мобільних фотографій. Clashot отримав нагороду «Найкращий мобільний додаток» на виставці Microstock Expo в Берліні. 
Протягом 2013 року бібліотека Depositphotos зросла до 20 мільйонів файлів і зареєструвала мільйонного клієнта. У тому ж році Forbes Україна оцінив агенцію майже в 100 мільйонів доларів.   
У 2014 році Depositphotos запустила онлайн-журнал Bird In Flight про фотографію та візуальну культуру, до якого також входить інтернет-журнал WAS та міжнародна фотографічна премія «Bird In Flight Prize».
Наступні значні інвестиції компанія отримала від ЄБРР та ТМТ у грудні 2015 року. 
У 2016 році розмір бібліотеки агентства виріс до 50 мільйонів файлів, і компанія запустила Enterprise Solution — платформу для корпоративних клієнтів.  
У 2017 році Depositphotos оголосила про випуск Crello — онлайн інструментарію у сфері графічного дизайну з готовими шаблонами для створення дизайнів без професійних навичок. Того ж року компанія відкрила Lightfield Productions, найбільшу фотостудію Східної Європи.
У 2019 році бібліотека Depositphotos перетнула межу в 100 мільйонів файлів.  У цей ж рік Crello випустив власні мобільні додатки для iOS та Android. У 2019 році діяльність додатку Clashot було припинено.

## Бренди
- Бібліотека Depositphotos
- Crello — це онлайн-інструмент графічного дизайну, що дозволяє швидко і без професійних навичок створювати дизайни для соціальних медіа, блогів, маркетингових матеріалів та інших типів реклами. Crello пропонує 25 000 професійно розроблених шаблонів для статичних конструкцій та більш 5000 анімованих шаблонів. Crello має інтегровану бібліотеку Depositphotos і понад 500 000 преміальних фотографій, а також два мобільних додатки для iOS та Android.
- Lightfield Productions. У 2017 році Depositphotos відкрила Lightfield Productions — найбільшу фотостудію Східної Європи, яка також функціонує в якості навчального центру та майданчику для проведення заходів.
- Bird in Flight — це інтернет-журнал про фотографію та візуальну культуру, доступний англійською, українською та російською мовами. У журналі представлені міжнародні фотографи та художники, що працюють у різних жанрах. Теми журналу охоплюють людей, події, проєкти та останні тенденції в галузі фотографії[20][21].
- WAS — це онлайн-журнал, у якому представлені захоплюючі історії з усього світу, що поєднують минуле з сьогоденням в візуальному форматі оповіді історій (сторітелінгу).
- Колекція Focused це платформа (маркетплейс) стокових фотографій, створена у 2018 році. Вона налічує понад 400 000 добірних зображень вибраних художників та агентств. Агентствами-партнерами виступають: 500px, Image Source та StockFood[22][23][24].

## Мистецькі проекти
- У 2019 році Depositphotos приймала Social Media Week Kyiv у рамках глобальної мережі Social Media Week, що проводиться щорічно у великих містах по всьому світі [25][26][27][28].
- У 2019 році Depositphotos запустила Creative Loop, міжнародну подію для творців, зацікавлених у дизайні, рекламі та виробництві[29][30].
- У 2019 році Depositphotos співорганізувала міжнародний фестиваль творчості OFFF Київ та підтримала художню виставку Ukraine WOW [31][32][33][34][35].